# Rugby Parma F.C. 1931
(Storia del Parma Rugby, cit.)
Il Rugby Parma Football Club 1931 è un club italiano di rugby a 15.
Fondato nel 1931, ha sede a Parma e a tutta la stagione 2009-10 militava nel Super 10, la categoria rugbistica di vertice in Italia.
Nella stagione 2010-11 forma la franchigia dei Crociati Rugby F.C., a seguito della fusione della propria squadra seniores con quella del Noceto; titolo sportivo di massima divisione e di partecipazione alle Coppe europee rimase al Parma, mentre lo staff tecnico era quello del Noceto.
I Crociati ebbero gravi problemi finanziari, per tale ragione non furono iscritti al campionato 2013-14 e furono dichiarati falliti nel 2014. Il Parma ha continuato a gestire quella che era la seconda squadra, iscritta nella stagione 2010-11 al campionato interregionale di serie C Élite.
Nella stagione 2021-2022 vince il campionato di Serie B, conquistando così la tanto attesa promozione in Serie A.
La Società ha vinto tre scudetti, l'ultimo nel 1956-57, tre Coppe Italia, la più recente nel 2008-09, e una Supercoppa.

## Storia
Il club nacque nel 1931 per iniziativa di tre atleti: Gianni Penzi (calciatore), Mario Pirazzoli (cestista) e Pietro Zini (pesista), i quali avevano avuto il loro primo contatto con il rugby nel corso di una riunione di atletica a Torino.
Presto la disciplina si diffuse tra gli studenti del liceo e gli universitari, sì da fare del Parma Rugby la società più vincente della scena sportiva cittadina: la storia del club riferisce che negli anni cinquanta, i più ricchi di successi del club, il pomeriggio sportivo allo stadio Tardini era dedicato al rugby, mentre il Parma Calcio era relegato alla domenica mattina.
La squadra si laureò Campione d'Italia nel 1950, nel 1955 e nel 1957 questi ultimi sotto la presidenza di Giuseppe Banchini che ha ricoperto il ruolo di Presidente dal 1951 al 1969; tra i titolari in campo in quel periodo, anche il futuro presidente della Federazione Italiana Rugby, Giancarlo Dondi.
Nei decenni successivi la squadra militò sempre in serie A, poi divenuta A1 e, sporadicamente, in A2; negli anni sessanta si trasferì dal Tardini allo stadio Fratelli Cervi, poi ridenominato nel 2001 Sergio Lanfranchi, in memoria del giocatore parmigiano che militò nel club fino al 1950 per poi spendere 15 anni di carriera in Francia.
Militante nel Super 10 fin dalla sua istituzione, il Parma ha vinto la Coppa Italia nel 2006, a quasi cinquant'anni di distanza dal suo ultimo titolo ufficiale e, nello stesso anno, ha partecipato alla prima Supercoppa, perdendola contro i Campioni d'Italia del Benetton Treviso.
Nel 2008 ha vinto la sua seconda Coppa Italia e nella successiva Supercoppa ha battuto i campioni nazionali del Calvisano, aggiudicandosi per la prima volta il trofeo.
Nel 2009 ha vinto la sua terza Coppa Italia battendo in finale a Rovigo il Casinò Venezia per 20 a 18.
Nel 2010, anno epocale con la riformulazione del massimo campionato nazionale a causa della partecipazione di due franchigie italiane alla Celtic League, oltre a fare da club fiancheggiatore alla franchigia degli Aironi Rugby, la prima squadra della Rugby Parma si unisce a quella del Noceto, dando vita ai Crociati Rugby Football Club, partecipanti al massimo campionato italiano ridenominato Eccellenza.
Dopo una prima stagione positiva, i Crociati furono travolti da una crisi finanziaria e non furono iscritti ad alcun campionato nazionale al termine dell'annata 2012-13, mentre il Rugby Parma ha continuato a competere nei campionati minori con la vecchia denominazione, ripartendo dalla serie C nella stagione 2010-11.

## Colori e simboli
La tenuta principale della squadra è a strisce orizzontali gialle e blu, che richiamano anche i colori civici della città di Parma.
I calzettoni e i calzoncini sono della stessa tonalità di blu delle strisce della maglietta.
Della stessa tonalità di blu è invece interamente la seconda tenuta, la quale presenta inserti neri sui fianchi e sulle maniche della maglietta.
Il logo della squadra è uno scudo blu di forma rettangolare, con una sezione superiore contraddistinta da quattro strisce gialle orizzontali che definiscono tre spazi blu, nel più alto dei quali è scritto in giallo, in maiuscolo, “RUGBY PARMA F.C.”; nello spazio blu inferiore, di forma pressoché quadrata, campeggiano in giallo, intrecciate tra di loro, le lettere “R”, “P”, “F” e “C”, l'acronimo del club, con la dicitura “1931” in basso sulla destra, che si diparte dai due bracci aperti della lettera “C”.
Sovrasta le rimanenti tre strisce gialle nella sezione superiore del logo un pallone da rugby stilizzato, orientato in alto verso destra, colorato da sinistra verso destra dei colori della bandiera italiana, verde, bianco e rosso.

## Palmarès
- Campionati italiani: 3
1949-50; 1954-55; 1956-57
- Coppe Italia: 3
2005-06; 2007-08; 2008-09
- Supercoppe d'Italia: 1
2008

## Cronologia
| Cronistoria del Rugby Parma Football Club |
| --- |
| - 1931 · Nascita del GUF Parma - 1934-35 · 1º girone G Prima Divisione (promozione in Divisione Nazionale) - 1935-36 · 3º girone B Divisione Nazionale (retrocessione in Prima Divisione) - 1936-37 · 2º girone B Promozione (sconf. semif. promoz. Divisione Nazionale) - 1937-38 · 1º girone B Promozione promozione in Divisione Nazionale - 1938-39 · 3º Divisione Nazionale - 1939-40 · 7º Divisione Nazionale - 1940-41 · 3º girone B Divisione Nazionale (sconfitta spareggio qualificazione) - 1941-42 · 7º Divisione Nazionale - 1942-43 · 6º Divisione Nazionale - 1945 · Ricostituzione come Unione Universitaria Parmense - 1945-46 · 3º girone B Alta Italia Divisione Nazionale - 1946 · Ridenominazione in Rugby Parma Football Club - 1946-47 · 4º girone finale serie A - 1947-48 · 4º serie A - 1948-49 · 1º serie A (sconf. spareggio scudetto) - 1949-50 · 1º serie A Campione d’Italia (1º titolo) - 1950-51 · 5º serie A - 1951-52 · 2º serie A - 1952-53 · 1º serie A (sconf. spareggio scudetto) - 1953-54 · 4º serie A - 1954-55 · 1º serie A Campione d’Italia (2º titolo) - 1955-56 · 2º serie A - 1956-57 · 1º serie A Campione d’Italia (3º titolo) - 1957-58 · 4º girone B semifinale serie A - 1958-59 · 1º girone B serie A (sconfitta semifinali scudetto) - 1959-60 · 4º girone finale serie A - 1960-61 · 5º Eccellenza - 1961-62 · 8º Eccellenza - 1962-63 · 8º Eccellenza - 1963-64 · 2º Eccellenza - 1964-65 · 3º Eccellenza - 1965-66 · 7º serie A - 1966-67 · 5º serie A - 1967-68 · 3º serie A - 1968-69 · 9º serie A - 1969-70 · 9º serie A - 1970-71 · 6º serie A - 1971-72 · 10º serie A - 1972-73 · 11º serie A (retrocessione in serie B) - 1973-74 · 1º girone A serie B (promozione in serie A) - 1974-75 · 6º serie A - 1975-76 · 11º serie A - 1976-77 · 9º serie A - 1977-78 · 10º serie A - 1978-79 · 10º serie A - 1979-80 · 10º serie A - 1980-81 · 5º serie A - 1981-82 · 2º poule salvezza 2 serie A - 1982-83 · 7º poule scudetto serie A - 1983-84 · 5º poule scudetto serie A - 1984-85 · 3º poule scudetto serie A - 1985-86 · 5º poule scudetto serie A - 1986-87 · 6º serie A1 - 1987-88 · 11º serie A1 (retrocessione in serie A2) - 1988-89 · 2º serie A2 (promozione in serie A1) - 1989-90 · 8º serie A1 - 1990-91 · 7º serie A1 - 1991-92 · 10º serie A1 - 1992-93 · 10º serie A1 (retrocessione in serie A1) - 1993-94 · 2º girone A salvezza serie A2 - 1994-95 · 3º girone A salvezza serie A2 - 1995-96 · 1º girone B salvezza serie A2 - 1996-97 · 1º girone B salvezza serie A2 - 1997-98 · 2º serie A2 (promozione in serie A1) - 1998-99 · 6º serie A1 - 1999-2000 · 6º serie A1 - 2000-01 · 5º serie A1 - 2001-02 · 5º Super 10 - 2002-03 · 5º Super 10 - 2003-04 · 4º Super 10 (sconf. semifinali playoff) - 2004-05 · 8º Super 10 - 2005-06 · 2º Super 10 (sconf. semifinali playoff) Coppa Italia (1º titolo) - 2006-07 · 6º Super 10 - 2007-08 · 6º Super 10 Coppa Italia (2º titolo) - 2008-09 · 5º Super 10 Coppa Italia (3º titolo) Supercoppa d’Italia (1º titolo) - 2009-10 · 6º Super 10 - 2010 · Confluenza delle prime squadre del Rugby Parma e del Noceto a formare i Crociati - 2010-11 · 1º campionato regionale (promozione in serie C Élite) - 2011-12 · 4ª Serie C Élite - 2012-13 · 1ª Serie C Élite (promozione in serie B) - 2013-14 · 9º girone 2 serie B - 2014-15 · 9º girone 1 serie B - 2015-16 · 9º girone 1 serie B - 2016-17 · 8º girone 2 serie B - 2017-18 · 10º girone 2 serie B - 2018-19 · 5º girone 2 serie B - 2019-20 · n/a - 2020-21 · n/a - 2021-22 · 1º girone 2 serie B (promozione in serie A) - 2022-23 · 7º girone 1 serie A - 2023-24 · 9º girone 1 serie A - 2024-25 · 5º girone 2 serie A |

## Allenatori e presidenti
- 1931-1953  ...
- 1946-1949  Antonio Franchi
- 1949-1950  Antonio Franchi e  Mario Pirazzoli
- 1950-1951  Mario Pirazzoli
- 1951-1953  Giustino Fereoli
- 1953-1959  Gianni Del Bono
- 1959-1961  Giustino Fereoli
- 1961-1963  Gianni Del Bono
- 1963  Giustino Fereoli
- 1963-1970  ...
- 1970-1972  Gianni Del Bono
- 1972-1973  Marcello Bersellini
- 1973-1989  ...
- 1989-1991  Franco Bernini
- 1991-xxxx  ...
- xxxx-2003  Dawie Snyman
- 2003-2007  Alessandro Ghini
- 2007-2009  Andrea Cavinato
- 2009-2010  Francesco Mazzariol e  Andrea Sgorlon
- 2015-2016  Roland de Marigny
- 2016-2018  Silao Leaega
- 2018-2020  Liviu Pascu
- 2020-2022  Marco Frati
- 2022  Robert Du Preez

- 1931-xxxx  ...
- xxxx-1951  Guido Meli Lupi di Soragna
- 1951-1969  Giuseppe Banchini
- 1970-1975  Raffaello Cantarelli
- 1975-1981  Ezio Ghidini
- 1981-1988  Giandomenico Serra
- 1988-1991  Gennaro Mancini
- 1991-1993  Mario Soncini
- 1993 Comitato direttivo
- 1993-xxxx  Augusto Schianchi
- xxxx-xxxx  ...
- xxxx-2007  Andrea Ghidini
- 2007-2009  Marcello Bersellini
- 2009-2010  Bruno Capitani
- 2010-  Bernardo Borri

## Stadio
L'impianto attualmente in uso al Rugby Parma è il campo Giuseppe Banchini, nel quartiere cittadino di Montanara.
Gli ultimi anni di prima divisione furono giocati allo stadio XXV Aprile (dal 2015 stadio Sergio Lanfranchi), struttura che si trova in località Moletolo.
Dal 2008 era condiviso con l'altra compagine cittadina che militava nel Super 10, il GRAN Parma.
Per circa 40 anni fu utilizzato invece lo stadio Lanfranchi (fino al 2001 stadio Fratelli Cervi), in viale Piacenza, che fu abbattuto nell'aprile 2008 in quanto non più rispondente a parametri minimi di sicurezza, e per lasciare l'area libera per la costruzione della sede dell'Autorità europea per la sicurezza alimentare, che Parma è stata destinata dall'Unione europea a ospitare.
L'ultimo grande evento ospitato dal Lanfranchi fu la finale di Coppa Italia 2007-08, vinta proprio dal Parma sui padovani del Petrarca. Il Lanfranchi era anche il campo dell'Amatori Parma, poi fusosi con il Noceto e divenuto GRAN Parma.
Prima del Lanfranchi, il Parma del rugby condivise per circa 40 anni con il Parma del calcio il terreno di gioco dello stadio Tardini, oggi utilizzato solo da quest'ultimo.

## Giocatori
Di seguito elencati i giocatori di maggiore rilievo internazionale che hanno vestito la maglia del club parmigiano:
- Robert Barbieri
- Cristian Bezzi
- Aldo Birchall
- Salvatore Bonetti
- Henri Cabrol
- Denis Dallan
- Alberto De Marchi
- Paul Emerick
- Carlo Antonio del Fava
- Simone Favaro
- Fabio Gaetaniello
- Ezio Galon
- Alessandro Ghini
- Davide Giazzon
- Leo Lafaiali'i
- Sergio Lanfranchi
- Silao Leaega
- Wame Lewaravu
- Roberto Mariani
- Roland de Marigny
- Francesco Mazzariol
- Nicola Mazzucato
- Francesco Minto
- Alejandro Moreno
- Marco Neethling
- Steve Ojomoh
- Tino Paoletti
- Liviu Pascu
- Gilberto Pavan
- Riccardo Pavan
- Pierpaolo Pedroni
- Gert Peens
- Corrado Pilat
- Federico Pucciarello
- Stefano Romagnoli
- Alessandro Giacon

 Miguel Ruiz
- Stefano Saviozzi
- Fabio Staibano
- Pelu Taele
- Luke Tait
- Daniele Tebaldi
- Federico Todeschini
- Pietro Travagli
- Alesana Tuilagi
- Henry Tuilagi
- Albert Tuipulotu
- Tomás Vallejos Cinalli
- Manoa Vosawai